# Uo Poko
Uo Poko es un puzle de arcade desarrollado por Cave y distribuido por Jaleco. 

## Jugabilidad
Uo Poko es un juego que hace juego visual en donde un jugador o dos jugadores cooperativos (representados por gatos) tratan de limpiar la pantalla de burbujas coloridas a fin de progresar al próximo nivel. Toda la acción toma lugar bajo el agua y con cada nivel completado los gatos viajan más profundo en su submarino.
- Datos: Q6149525